# إن إن دي بي
إن إن دي بي (بالإنجليزية: NNDB)‏ أو قاعدة بيانات الأسماء البارزة (بالإنجليزية: Notable Names Database)‏ هي قاعدة بيانات على الإنترنت للتفاصيل البيوغرافية لأكثر من 40,000 شخص ذو ملحوظية. يصف الموقع نفسه بأنه "مجمّع الاستخبارات" للأشخاص ممن يعتبرهم الموقع جديرين بالملحوظية".

## الإدخالات
يُعطى كل شخص على الموقع ملخص معلومات يقدم وصفاً موجزاً لرأي قاعدة البيانات به أو بها من ناحية الشهرة. ولجميع الأشخاص في قاعدة البيانات ملخصات إحصائية خاصة بالأحوال المدنية تتضمن معطيات مثل الاسم الكامل والأسماء المستعارة وتاريخ الولادة والوفاة وموقع الرفات والمعتقدات الدينية والجنس والعرق والأصل العرقي والتوجه الجنسي وأفراد العائلة والعلاقات والجنسانية. كما يوجد في الهوامش حقائق مثيرة للجدل. تحوي بعض الإدخالات (أو المقالات) على سير مختصرة، أو تحوي على وقائع أو استشهادات. وقد تحتوي الإدخالات على ملخصات بالمنظمات التي ينتمي إليها الفرد مع ذكر الأمراض وأنواع الرهاب والإدمان وتعاطي المخدرات والسجلات الجنائية وما إلى ذلك من البيانات. في حالة الكُتاب والممثلين والمخرجين والمهندسين المعماريين يتم سرد دخول أعمال الشخص الفنية بترتيب زمني. أما بالنسبة لرجال الأعمال والمسؤولين الحكوميين فيكون التسلسل الزمني خاصاً بالمناصب الرسمية التي تولوها، فضلاً عن العضوية. كما لدى قاعدة «إن إن دي بي» مقالات عن أفلام وألبومات من مجموعات موسيقية مختارة.

## وصلات خارجية
- الموقع الرسمي